# Crockett megye (Tennessee)
Crockett megye az Amerikai Egyesült Államokban, azon belül Tennessee államban található. Megyeszékhelye és legnagyobb városa Alamo. Lakosainak száma 13 911 fő (2020. április 1.). Crockett megye Gibson, Madison, Haywood, Lauderdale és Dyer megyékkel határos.

## Népesség
A megye népességének változása:
| Lakosok száma | 14 570 | 14 530 | 14 614 | 14 591 | 14 601 | 13 911 |
|               | 2010   | 2011   | 2012   | 2013   | 2015   | 2020   |